# Mimudea insiola
Mimudea insiola là một loài bướm đêm trong họ Crambidae.